# Emile Rohrbach
Pour les articles homonymes, voir Rohrbach.
Nicolas Emile Rohrbach, né le 11 avril 1899 à Paris 18e et mort le 20 février 1969 à Villeneuve-le-Roi, est un coureur cycliste spécialiste de la piste.

## Biographie
A 17 ans, en 1916, il s'engage dans un brevet de 100 km.
Ajusteur, Il fait son service militaire dans l'aviation, à partir d'avril 1918. Il commence à pratiquer le cyclisme sur piste et se révèle au Bordeaux Vélo Club. Il est affecté à l'école de tir aérien de Cazaux, à partir de juillet 1920 et remporte le championnat de France militaire de vitesse,. Il est libéré en mars 1921 et finit 2e du championnat de France amateurs derrière Lucien Faucheux.
En 1922, il court des américaines avec Gaston Veillet. Il participe au Grand Prix de Paris 1923.
Il court en tandem notamment avec Couderc.
Il participe au six jours de New York en mars 1927, associé à Lucien Choury,; Dans les premières heures, il entre en collision avec le coureur Edward Raffo, percute une rambarde, blessant assez grièvement une spectatrice. Blessé, il peut néanmoins reprendre la course après 2 heures d'interruption,,,,. Ensuite, lui et Choury abandonnent,.
En 1928,il prend le départ des Six Jours de Saint-Étienne associé à Ernest Catudal, et finissent 8e.

## Palmarès

### Championnats de France
- Champion de France de vitesse militaire : 1920[6],[23]
- 2e du championnat de France amateurs : 1921

### Prix et Grand Prix
- Grand Prix de Strasbourg : 1922[24]
- Six heures de Troyes avec Gaston Veillet : 1922
- Petit Prix d'Auteuil : 1922[25]
- Grand Prix d'Agen : 1923[26]
- Grand Prix Hourlier  à Limoges :1924[27]
- Prix Tournié, tandem avec Couderc : 1925[10]
- Prix Bourotte : 1925[28],1926[29]
- Prix J.-B. Louvet : 1926[30]
- Prix Léon Battiat : 1926[31]
- Prix Émile Friol : 1926[32],[33]
- Prix des Princes : 1931[34]